# NGC 7783D
NGC 7783D је лентикуларна галаксија у сазвежђу Рибе која се налази на NGC листи објеката дубоког неба.
Деклинација објекта је + 0° 23' 39" а ректасцензија 23h 54m 10,6s. Привидна величина (магнитуда) објекта NGC 7783 износи 16,1 а фотографска магнитуда 17,0. NGC 7783D је још познат и под ознакама MCG 0-60-60, HCG 98D, ARP 323, VV 208, PGC 72806.